# Chris Patten
Christopher Francis Patten, Baron Patten of Barnes, CH, PC (tiếng Trung: 彭定康; sinh ngày 12 tháng 5 năm 1944) là một chính trị gia người Anh, là người thứ 28 và cuối cùng đảm nhận chức vụ Thống đốc Hồng Kông từ ngày 19 tháng 7 năm 1992 cho đến khi kết thúc chính quyền Anh trên lãnh thổ vào ngày 30 tháng 6 năm 1997 Ông là thành viên của Bảo thủ của Thượng viện Anh từ năm 2005 và trước đây đại diện Bath trong Hạ viện từ 1979 đến 1992.
Patten lần đầu tiên trở thành thứ trưởng vào năm 1986, và là thành viên của Nội các từ năm 1989 2101992. Ông là Chủ tịch của Đảng Bảo thủ từ năm 1990-1992, và Ủy viên Châu Âu từ 1999-2004. Patten từng là Chủ tịch của BBC Trust từ 2011-2014. Hiện tại, ông là Thủ tướng của Đại học Oxford, một bài đăng ông đã giữ từ năm 2003.
Patten đã phục vụ nhiều chức vụ cấp bộ khác nhau trong Margaret Thatcher, bao gồm tại Bộ Giáo dục và Khoa học, trước khi gia nhập Nội các vào năm 1989 với tư cách Bộ trưởng Môi trường. Sau khi John Major trở thành Thủ tướng vào năm 1990, Patten được thăng chức trở thành Chủ tịch của Đảng Bảo thủ và Đại pháp quan Lãnh địa Công tước Lancaster. Ông đã dàn xếp cuộc chiến thắng tổng tuyển cử năm 1992 liên tiếp thứ tư bất ngờ của phe Bảo thủ, nhưng bất ngờ mất ghế của chính mình.